# Jake Dennis
Jake Dennis, né le 23 juin 1995, est un pilote automobile britannique. Il est pilote officiel pour Aston Martin en GT World Challenge Europe Endurance Cup depuis 2018. Depuis 2021, il est titulaire en Championnat du monde de Formule E avec Andretti Autosport, équipe avec laquelle il remporte le titre de Champion du monde de Formule E en 2023.

## Biographie

### Espoir en formules de promotion (2011-2016)
Après une carrière pleine de succès en karting, Jake Dennis fait ses débuts en monoplace en 2011, en remportant l'InterSteps Championship, championnat de Formule BMW. En 2012, il remporte le titre en Formula Renault 2.0 Northern European Cup, devant Jordan King notamment, et est lauréat du McLaren Autosport BRDC Award, récompensant le talent britannique le plus prometteur. En plus de recevoir une bourse de 100 000 livres sterling, il effectue ses premiers tests en Formule 1 avec McLaren Racing.

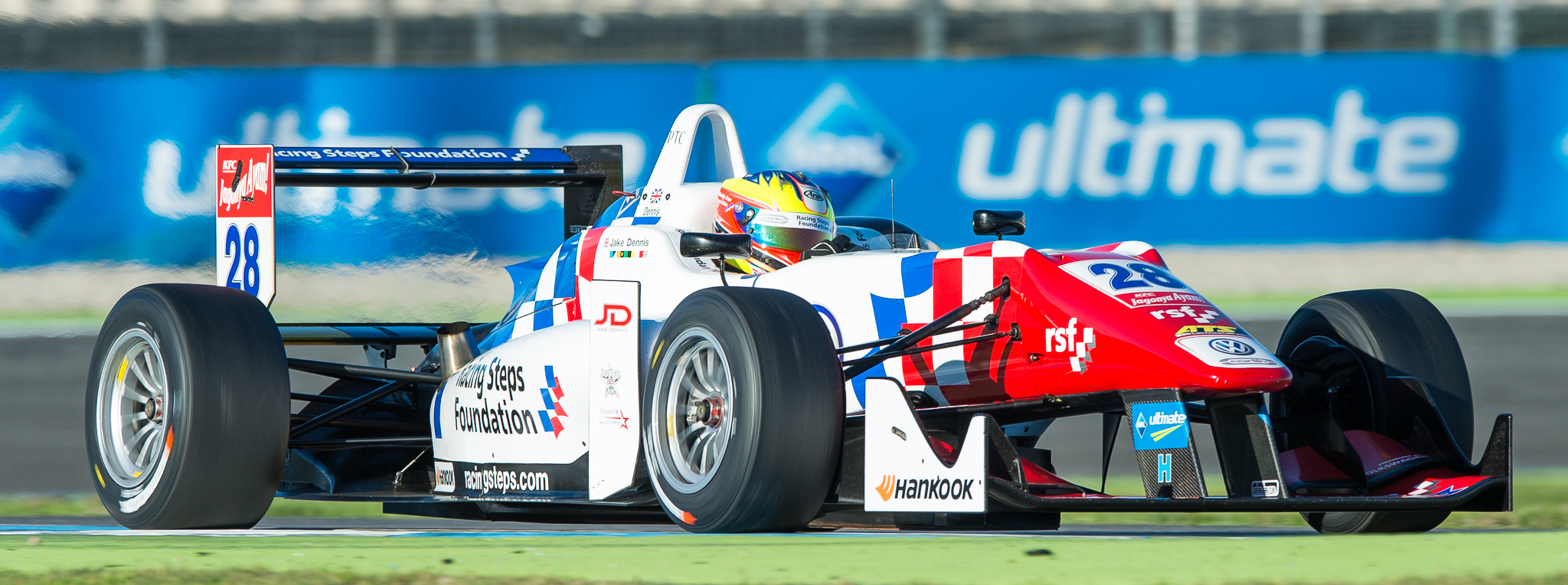
Jake Dennis en Championnat d'Europe de Formule 3 en 2014 sur le Hockenheimring.

En 2013, en Eurocup Formula Renault 2.0, dans une saison dominée par Pierre Gasly, Oliver Rowland et Esteban Ocon, il termine quatrième du championnat grâce à sa régularité, ne signant aucune victoire et ne montant que sur un seul podium. En 2014, il rejoint Carlin Motorsport en Formule 3 européenne. Neuvième et sans victoire, il rejoint Prema Powerteam pour la saison suivante. Avec six victoires dont deux au Grand Prix de Pau, il termine troisième du championnat.
En 2016, Jake Dennis annonce participer au GP3 Series avec Arden International et faire ses débuts en endurance et aux 24 Heures du Mans avec Jota Sport,. Quatrième du championnat GP3,et ayant marqué le plus de points en deuxième moitié de saison, Jake Dennis décide d'arrêter les formules de promotion, déclarant qu'il est temps pour lui de s'orienter vers d'autres championnats.

### Pilote professionnel en GT (depuis 2017)
En 2017, Jake Dennis est recruté par Team WRT en Blancpain Endurance et Sprint Series. En début d'année, il effectue quelques participations en Formule 3 européenne, « pour le plaisir », où il sert de référence pour ses jeunes coéquipiers Ferdinand Habsbourg, Jehan Daruvala et Lando Norris. Pour sa première saison en GT, Jake Dennis monte sur deux podiums en Sprint et sur le podium des 3 Heures de Barcelone en Endurance.

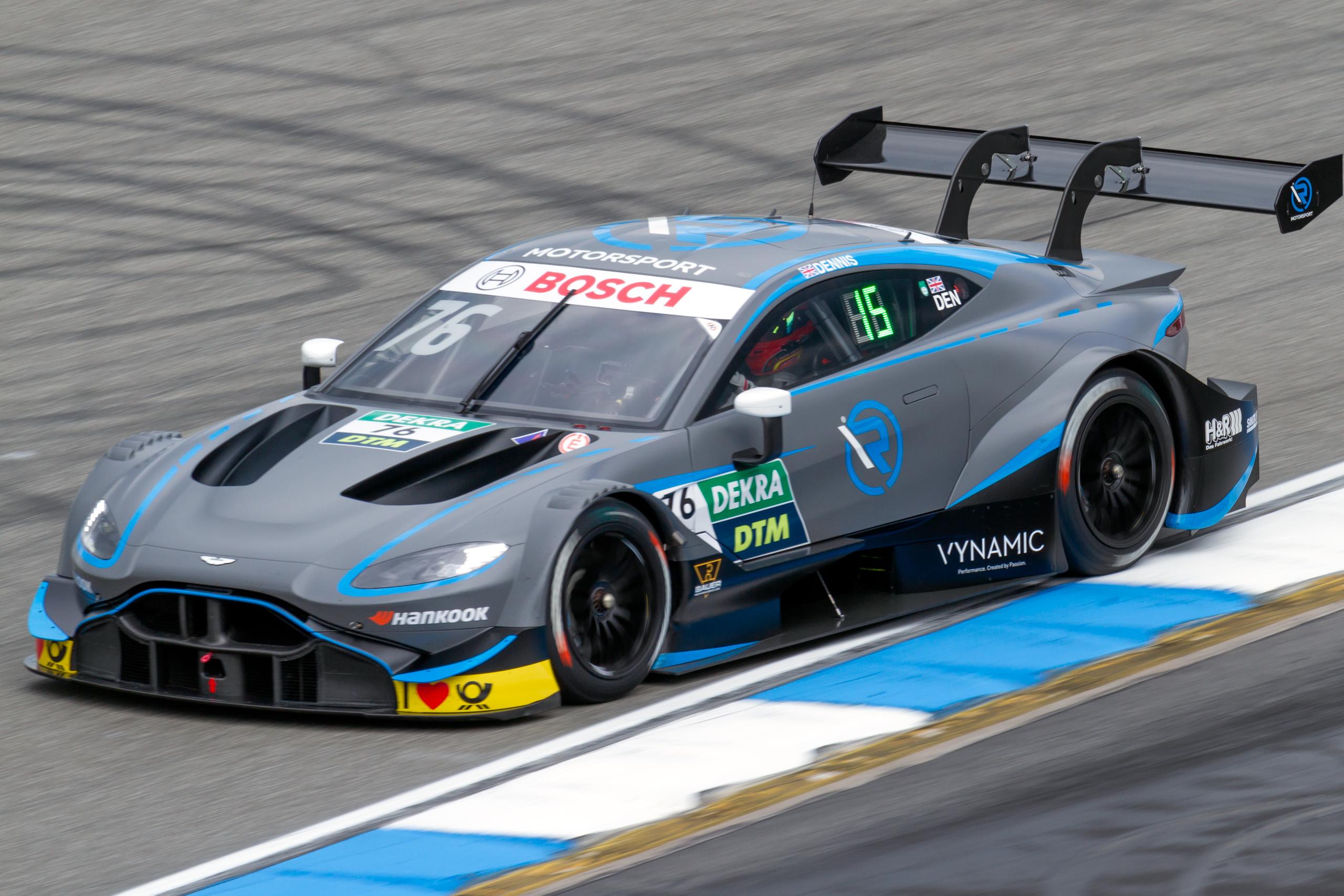
Jake Dennis en DTM en 2019 sur le Hockenheimring.

En 2018, Jake Dennis rejoint R-Motorsport et Aston Martin pour la Blancpain GT Series Endurance Cup, avec Matthieu Vaxiviere et Nicki Thiim,. Ils remportent notamment la victoire aux 3 Heures de Silverstone. Durant cette saison 2018, il est l'invité-surprise des essais officiels de Formule 1, où il participe à une journée complète pour Red Bull Racing.
En 2019, en plus de son programme en Blancpain GT Series Endurance Cup, il participe au Deutsche Tourenwagen Masters, toujours avec Aston Martin R-Motorsport. En début d'année, il termine deuxième des 12 Heures de Bathurst, battu dans les derniers tours. En Blancpain Series, Jake Dennis termine sixième du championnat, avec un podium aux 3 Heures de Barcelone. En 2020, il continue en GT avec Aston Martin.

### Depuis 2018: Pilote de développement chez Red Bull en Formule 1
Depuis 2018, Jake Dennis officie en tant que Pilote de développement chez Red Bull Racing

### Depuis 2021: Titulaire en Formule E chez Andretti Autosport
Depuis 2021, Jake Dennis officie en tant que titulaire en Championnat du monde de Formule E chez Andretti Autosport. Il termine sa première saison troisième du Championnat du monde avec deux victoires à Valence et Londres.

## Résultats en compétition automobile

### 2011
- InterSteps Championship - Champion avec 539 points
- Formule Renault UK Finals Series - 19e avec 39 points

### 2012
- Formule Renault 2.0 NEC - Champion avec 376 points
- Formule Renault 2.0 - 12e avec 19 points

### 2013
- Formule Renault Eurocup 2.0 - 12e avec 19 points
- Formule Renault 2.0 NEC - 31e avec 0 point
- Formule Renault 2.0 Pau Trophy - 3e

### 2014
- Formule 3 Europe - 9e avec 174 points

### 2015
- Formule 3 Europe - 3e avec 375 points
- Grand Prix de Macao - 9e

### 2016
- MRF Challenge 2000 - 9e avec 53 points
- GP3 Series - 4e avec 179 points
- 24h du Mans - Abandon

### 2017
- Formule 3 Europe - 17e avec 41 points

### 2018
- Formule 1 - Pilote de développement chez Red Bull Racing

### 2019
- DTM - 17e avec 17 points
- Formule 1 - Pilote de développement chez Red Bull Racing

### 2020
- Formule 1 - Pilote de développement chez Red Bull Racing

### 2021
- Formule E - 3e avec 91 points avec BMWi Andretit
- Formule 1 - Pilote de développement chez Red Bull Racing

### 2022
- Formule E - 6e avec 126 points avec Andretti

### 2023
- Formule E - Champion avec 229 points avec Avalanche Andretti [23](15/16)

## Résultats aux 24 Heures du Mans
| Saison | Écurie         | Voiture     | Coéquipiers                     | Classe | Tours | Pos.    | Class. Pos. |
| ------ | -------------- | ----------- | ------------------------------- | ------ | ----- | ------- | ----------- |
| 2016   | G-Drive Racing | Gibson 015S | Simon Dolan Giedo Van der Garde | LMP2   | 222   | Abandon | Abandon     |

## Résultats en Championnat du monde de Formule E
| Saison    | Ecurie                       | Chasis               | Courses | Victoires | Podiums | Pôles Positions | Meilleurs tours | Points | Pos      |
| --------- | ---------------------------- | -------------------- | ------- | --------- | ------- | --------------- | --------------- | ------ | -------- |
| 2020-2021 | BMWi Andretti Motorsport     | BMW IFE21            | 15      | 2         | 2       | 1               | 0               | 91     | 3e       |
| 2021-2022 | Avalanche Andretti Formula E | BMW IFE21            | 16      | 1         | 4       | 1               | 0               | 126    | 6e       |
| 2022-2023 | Avalanche Andretti Formula E | Porsche 99X Electric | 16      | 2         | 11      | 2               | 5               | 229    | Champion |
| 2023-2024 | Andretti Formula E           | Porsche 99X Electric | 16      | 1         | 4       | 1               | 2               | 121    | 7e       |